# Wassertrüdingen
Wassertrüdingen est une ville allemande, située en Bavière, dans l'arrondissement d'Ansbach et le district de Moyenne-Franconie.

## Géographie

Situation de Wassertrüdingen (en rouge) dans l'arrondissement d'Ansbach.

Wassertrüdingen est située sur la Wörnitz, affluent du Danube, à 22 km à l'est de Dinkelsbühl et à 34 km au sud d'Ansbach. La ville est à la limite avec l'arrondissement de Weissenburg-Gunzenhausen à l'est et avec celui de Danube-Ries au sud.
Communes limitrophes de Wassertrüdingen (en commençant par le nord et dans le sens des aiguilles d'une montre) : Gunzenhausen, Gnotzheim, Westheim, Auhausen, Fremdingen, Weiltingen, Gerolfingen, Röckingen, Ehingen et Unterschwaningen.

### Quartiers
| - Altentrüdingen - Eisler - Fallhaus - Fürnheim - Geilsheim - Goschenhof - Hertleinsmühle - Himmerstall - Laufenbürg | - Oberaumühle - Obermögersheim - Schafhof - Reichenbach - Schobdach - Stahlhöfe - Stockaumühle - Wassertrüdingen - Zollhaus |

## Histoire

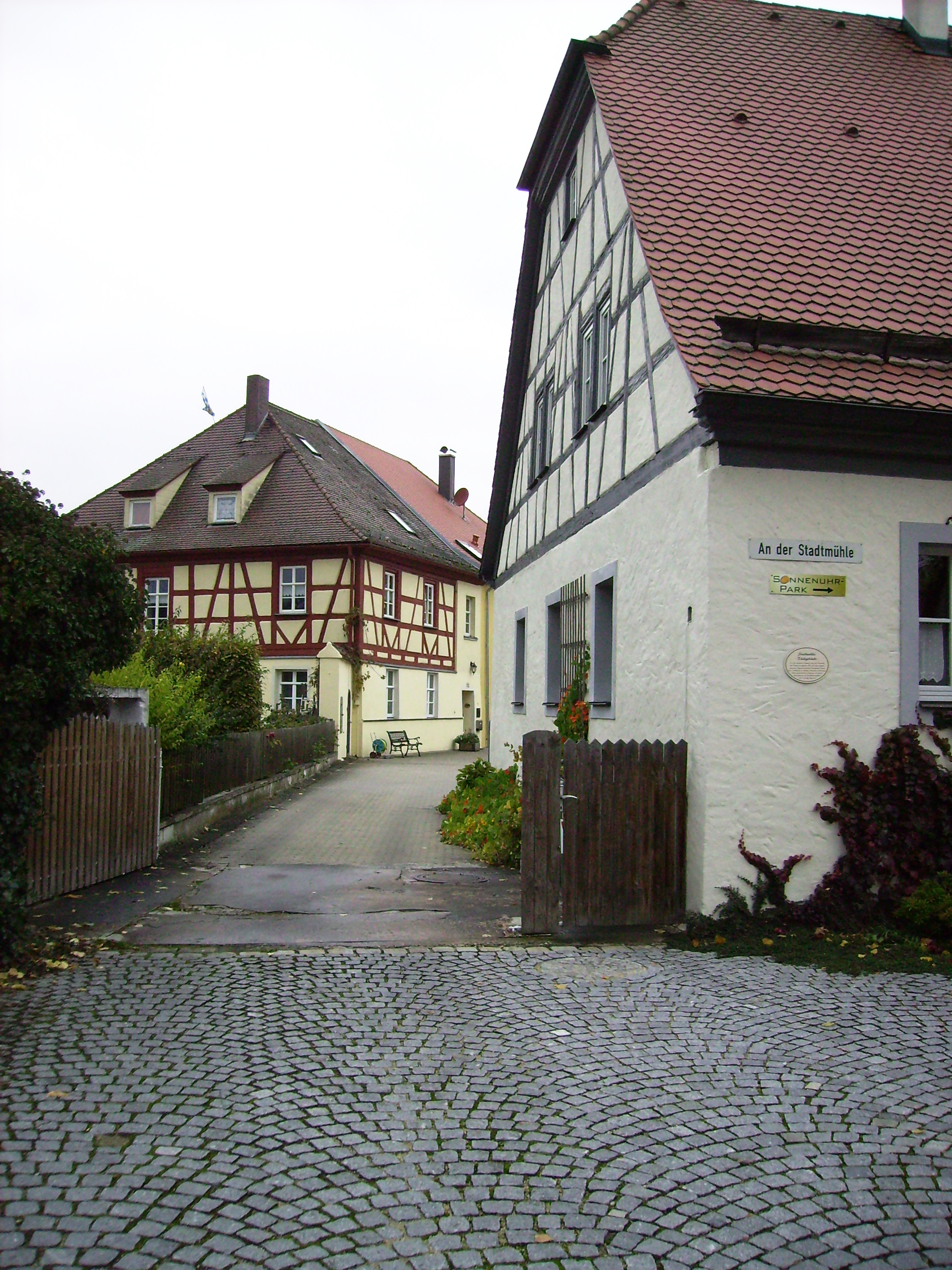
L'ancien moulin de la ville.

Pendant le haut Moyen Âge, l'endroit était connu sous le nom de Wasserburg. Après 1242, sous l'influence des comtes d'Oettingen (qui pouvaient la tenir, par un mariage, des comtes de Truhendingen, dont le nom semble évoquer Wassertrüdingen), la ville se développe et elle est connue alors sous nom actuel.
En 1371, elle devient la propriété des burgraves de Nuremberg. Elle passe ensuite sous le contrôle des margraves d'Ansbach et elle est intégrée dans la principauté d'Ansbach. Elle devient bavaroise en 1806.
En 1803, Wassertrüdingen devient le chef-lieu d'un arrondissement qui est supprimé en 1862 et incorporé à celui de Dinkelsbühl. La ville intègre l'arrondissement d'Ansbach à la disparition de celui-ci.

## Démographie
Ville de Wassertrüdingen seule :
| 1910  | 1933  | 1939  | 1961  | 1970  |
| ----- | ----- | ----- | ----- | ----- |
| 1 910 | 1 736 | 1 667 | 3 024 | 3 434 |

Lors des réformes administratives des années 1970, la ville de Wassertrüdingen a incorporé dans son territoire plusieurs communes :
- Altentrüdingen, Reichenbach et Schobdach en 1971,
- Obermögersheim en 1972,
- Fürnheim et Geilsheim en 1978.

Ville de Wassertrüdingen dans ses limites actuelles :
| 1840  | 1871  | 1900  | 1910  | 1925  | 1933  | 1939  | 1950   | 1961  |
| ----- | ----- | ----- | ----- | ----- | ----- | ----- | ------ | ----- |
| 4 395 | 4 103 | 4 054 | 4 180 | 3 933 | 3 816 | 3 669 | 5 822, | 5 131 |

| 1970  | 1987  | 2000  | 2003  | 2009  | - | - | - | - |
| ----- | ----- | ----- | ----- | ----- | - | - | - | - |
| 5 378 | 5 600 | 6 341 | 6 250 | 5 979 | - | - | - | - |

## Jumelage
- Bellac (France)

## Personnalités
- Christian Friedrich Freyer, (1794-1885), entomologiste né à Wassertrüdingen.
- Leonhard Niederlöhner (1854-1930), homme politique né et mort à Obermögersheim.